# Calhoun Conquer
Calhoun Conquer was een Zwitserse progressieve thrashband uit Zürich, die bestond van 1987 tot 1991 en wiens bijzonderheid het was om hun muziekwerken aan platenmaatschappijen aan te bieden in een volledig geproduceerd formaat.

## Bezetting
Oprichters
- Christian 'Geri' Gerling (zang, gitaar)
- Stefan Gerling (basgitaar, sampling)

Laatste bezetting
- Christian 'Geri' Gerling (zang)
- Stefan Gerling (basgitaar)
- Christian 'Chris' Gora (drums)
- Peter Haas (drums)

Voormalige leden
- Christian 'Chris' Muzik (gitaar, 1988–1989)

## Geschiedenis
De gebroeders Christian 'Geri' Gerling en Stefan Gerling noemden deze projectnaam korte tijd met de naam van een bokser, die onschuldig was veroordeeld voor moord. Dezelfde beginklank en hetzelfde aantal letters waren bepalend voor de uitbreiding. De opgeleide architect Christian Gerling dacht niet veel aan regulier werk en probeerde het daarom eerst als sport- en muziekjournalist, voordat hij uiteindelijk als musicus nog meer creatieve zelfbeschikking ervoer. Samen met zijn broer richtte hij in 1987 Calhoun Conquer op in Zürich. Een half jaar na de oprichting, in oktober, waren de zelf gefinancierde opnamen voor een ep beschikbaar. Christian zong daarop, speelde ook gitaar, terwijl Stefan bas speelde en de samples verzorgde.
Sessiemuzikanten namen verdere taken op zich. Geen van hen kwam later bij de band omdat ze niet gekwalificeerd leken te zijn voor consistent professioneel werk. De ep And Now You're Gone, die nadat het label Chainsaw Murder Records was gevonden, werd in augustus 1987 opgenomen in de Ebony Studio in Wohlen en gemixt in het Berlin Music Lab. Het bevat een Hüsker Dü-coverversie van Diane. De illustratie op de platenhoes is ook een nieuwe interpretatie, namelijk die van het schilderij Les Lupins van Maurice Sand uit de Legends Collection Légendes Rustiques uit 1858. De foto met de weerwolven die tegen een kerkhofmuur leunen, werd gebruikt door verschillende metalbands, waaronder het Duitse Bethlehem. Voor de ep-cover heeft ontwerper Alain Kupper de scène ingelijst met enge personages.
Voor het album Lost in Oneself werd opnieuw gekozen voor de eigen productie, d.w.z. zelffinanciering. Deze tweede risicovolle onderneming verslond de laatste van de kasreserves. Ten minste één was in november 1988 van het dure Zwitserland naar het reeds beproefde Music Lab in Berlijn gegaan. (Alleen het nummer Portals of Delerium werd in februari 1989 opgenomen in de Artag Studio in Zürich en daar in april gemixt.) Christian Muzik werd ingehuurd als gitarist, alleen hadden de broers Gerling niemand gevonden voor de post van drummer, waardoor een drummachine werd gebruikt. Voivod-producent Harris Johns trad op als producent. Dankzij de bemiddeling van de later toegevoegde drummer Peter Haas lukte het plan, want er werd een contract gesloten met Aaarrg Records, het label van de Mekong Delta-chef Ralph Hubert. Ondanks de vertraagde binnenkomst is Haas op de voorgrond te zien op de binnenhoesfoto.
Met betrekking tot het externe ontwerp van de lp zei Christian Gerling dat de schets van twee mensen die aan palen hangen in een computergerasterd kleurenlandschap een kwaadaardige computerwereld zou moeten symboliseren. De band was nu compleet, maar nog niet klaar om live op te treden. Muzik hield daar niet van, wat de stemming onder elkaar vertroebelde en uiteindelijk leidde dat tot het vertrek van de gitarist. Christian 'Chris' Gora was een van de gitaristen die vervolgens werd getest. Het is echter niet bekend of het concert op 28 december 1990 in Werl - samen met Rostok Vampires en Cox Orange - werd betwist en of hij tot de vierkoppige formatie behoorde die in september/oktober 1991 in deArtag Studio was, om het vervolgalbum Consequences of Death resp. Consequences of Decay op te nemen onder leiding van Voco Fauxpas (Treponem Pal, Celtic Frost, The Young Gods). Zoals gebruikelijk waren de fabricagekosten voorgefinancierd en zochten ze naar een label, maar er was geen succes in dit opzicht. In hetzelfde jaar trad drummer Peter Haas toe tot Mekong Delta in Bochum en de Zwitserse bands Poltergeist en Krokus. Gitarist Chris Gora verbleef meteen in Zürich, sloot zich aan bij de regionaal bekende Rams Band en vestigde zich als studiomuzikant en gitaarleraar.

## Stijl
Eduardo Rivadavia (Allmusic) omschrijft de stijl als progressieve thrash, wat doet denken aan Voivod en Mekong Delta. Andrea Nieradzik van Metal Hammer hoorde zowel heavy metal en hardcore als crypt/wave-geluiden. De muzikale leiding wordt voorgedefinieerd met Voivod, maar Calhoun Conquer gaat zijn eigen weg. Vocaal ligt Gerling ligt dicht bij Snake (Voivod) en Tom Warrior (Celtic Frost). Achteraf vat de redactie de stijl als volgt samen: Avant-garde underground, punk, metal, industriële en donkere klanken diffuus gemixt.
Voor de Rock Hard beschreef Thomas Kupfer de stijl: het is meer dan moeilijk om de stijl van de jongens te schetsen. Als een nummer als Fuckhead punk-beïnvloed klinkt, biedt de band goed opgezette thrash bij Psycho Trap. Als een rode draad die door de lp loopt (waar je nog steeds bijzonderheden kunt ontdekken nadat je er x keer naar hebt geluisterd), maar met een onmiskenbare Voivod-invloed. Dit feit is niet de bedoeling, maar misschien komt het omdat de Frans-Canadezen een vergelijkbare houding hebben ten opzichte van de Zwitsers of intellectueel beïnvloed zijn. Calhoun Conquer omschrijven als het Europese antwoord op Voivod komt er waarschijnlijk het dichtst bij in de buurt. In hetzelfde nummer illustreerde Christian Gerling de inhoud van de nummers Disgust and Hate en Psycho Trap. Het eerste gaat over een misantroop in een escalatieproces van algemene minachting voor mensen tot concrete haat tegen medeburgers. Psycho Trap behandelt ook mentale afgronden. Daarin wordt de hoofdpersoon maandenlang overschaduwd, zodat hij dit na verloop van tijd bijna fysiek voelt en een uitweg zoekt uit zijn benauwende situatie.

## Discografie
- 1987: …And Now You're Gone (ep, Chainsaw Murder Records/We Bite Records)
- 1989: Lost in Oneself (album, Aaarrg Records)